# FCoin
FCoin（エフコイン）は、暗号通貨取引所である。

## 概要
Huobi取引所の元CTO張健の立ち上げた取引所であり、2018年5月24日に取引を開始すると2週間で取引高世界一に到達した。
2019年4月時点で、再び取引高世界一となっている。
非中央集権的なコミュニティ主体の取引所を標榜しており、コミュニティによる議論の場が存在する。また、運営方針をしばしばコミュニティの投票にかけているという特徴がある。また、この特徴のため運営方針が他の取引所と比べると目まぐるしく変わる。
2019年11月現在、ビットコインやイーサリアム、リップル等の主要通貨の取引手数料は無料である。
国内外のいずれの取引所にも言えることであるが、日本居住の利用者は自身の手で取引履歴を請求し確定申告を行う必要がある。
各国の規制を避けるために特定の拠点を持たず、運営者や開発者についての情報公開も少ない。
利用規約によれば以下の国と地域ではサービスを受けることができない: 中国本土、キューバ、イラン、北朝鮮、クリミア、スーダン、シリア、バングラデシュ、ボリビア、エクアドル、キルギスタン。
2020年2月17日、最大1億3000万ドル（約140億円）相当のビットコインの不足により、顧客のビットコインを引き出しができないことを発表。システムバグで本来の配当以上の量を配布してしまったという。2020年3月現在、取引所の再開に向けて動いている。

## 主なサービス

### 取引所トークンFT
FCoinの取引所トークンであるFTを介して、以下のような様々なサービスが受けられる。
- プラットフォーム収益（主に手数料収入）の80%を配当
- コミュニティの投票権
- FOneへの出店等

もともとイーサリアムのチェーンであるERC20トークンであったが、2019年6月より独自チェーンに移行し、パブリックチェーンとして生まれ変わった。
この際に正式名称もFCoinToken（エフコイントークン）からFToken（エフトークン）への変更されている。FにはFuture, Finance, Fractalなどの意味が込められている。

### 理財アカウント
仮想通貨を預け、利子を受け取るサービス。
預けられた通貨はレバレッジ取引の利用者に貸し出され、その利息の一部が利子となるため、利率は日ごとに変動する。

## FMex
FCoinの先物取引プラットフォーム。2019年10月25日にトライアルオープンし、11月9日より正式オープンとなった。11月22日には出来高1億ドルを初めて突破した。
FCoinと同じID、パスワードでログインできる。FCoinから資金を移動する際は専用の振替画面から行うことができる。
独自の取引所トークンFMEXを発行しており、FTチェーン上に発行されたトークンでもある。
FMEXによると、特徴は以下の４点である。
| トップテクニカルアーキテクチャー | フルメモリモデルと呼ばれる注文のマッチング処理を採用し、リアルタイムで遅延のない取引体験を提供する。 このマッチングエンジンによりAPIの呼び出し頻度は一般ユーザーで100回/10秒、最大400回/10秒という 業界最高水準（例えば、BitMEXは1分間に60回の制限、BitFlyerは1分間に100回である）を実現している。 |
| 80%の収益分配                    | FMEXを保有することで取引所手数料収入の80%を配当として受け取ることができる。 |
| コミュニティーによる自治         | プラットフォームの方向性をユーザー参加型で議論する場が存在する。 さらに、FMEX保有者の権益に関わることはFMEX保有者による投票によって決定する。 |
| 持続可能マイニング               | トレーダーを徐々にプラットフォームの株主にするためのメカニズム。 具体的にはFMEXで取引するトレーダーにFMEXトークンを分配する仕組みである。 2019年11月14日には取引マイニングのインフレ問題を完全に解決した持続可能マイニング2.0が実装された。                                                        |